# Sugnu
Sugnu é um cidade no distrito de Thoubal, no estado indiano de Manipur.

## Demografia
Segundo o censo de 2001, Sugnu tinha uma população de 4507 habitantes. Os indivíduos do sexo masculino constituem 50% da população e os do sexo feminino 50%. Sugnu tem uma taxa de literacia de 61%, superior à média nacional de 59.5%: a literacia no sexo masculino é de 72% e no sexo feminino é de 50%. Em Sugnu, 14% da população está abaixo dos 6 anos de idade.